# Фиру, Кадер
Кадер Фиру (фр. Kader Firoud, 11 октября 1919, Оран, Французский Алжир — 3 апреля 2005, Ним, Франция) — французский и алжирский футболист, полузащитник, тренер.

## Биография
Начинал свою карьеру на родину, но в годы Второй Мировой войны со своим братом Мохамедом переехал во Францию, где дольше всего Фиру выступал в «Ниме». В 1951—1952 году полузащитник вызывался в состав сборной Франции, за которую он провел шесть игр.
В 1954 году Кадер Фиру вместе со своим бывшим партнером по «Ниму» Полем Жеводаном попал в автоаварию: из-за полученных в ней травм хавбек был вынужден завершить карьеру. Вскоре бывший футболист стал главным тренером «Нима». На новом поприще он добился с командой больших успехов: Фиру выходил с ней в финал Кубка Франции и неоднократно попадал в число призеров чемпионата страны. Некоторое время специалист возглавлял сборные Марокко и Алжира.

## Достижения

### Футболиста
- Победитель Лиги 2 Франции (1): 1949/50.

### Тренера
- Финалист Кубка Франции (2): 1957/58, 1960/61.
- Серебряный призер Чемпионата Франции (3): 1957/58, 1958/59, 1959/60.
- Обладатель Кубка Альп (1): 1972.
- Финалист Кубка Альп (1): 1976.